# Ashmiany
Ashmiany u Oshmiany (en bielorruso Ашмя́ны; en ruso Ошмя́ны; en polaco Oszmiana) es una ciudad subdistrital de Bielorrusia, capital del distrito homónimo en la provincia de Grodno. Está situada cerca del río Ashmianka.
En 2017, la localidad tenía una población de 16 684 habitantes.

## Historia
La primera mención fiable de Ashmiany (en las Crónicas de Lituania) dice que después de la muerte de Gediminas en 1341 la ciudad fue heredada por Jaunutis. En 1384, los caballeros teutones procuraron atacar Ašmiany como primer intento de destruir el estado hereditario de Jogaila. Los teutones consiguieron destruir la ciudad, pero se recuperó rápidamente. En 1402 se produjo un nuevo ataque teutónico contra la ciudad, pero fue violentamente repelido y los teutones tuvieron que retirarse a Medininkai.
En 1413 la ciudad se convirtió en uno de los centros más notables de comercio del Voivodato de Vilna. Debido a eso, se convirtió en un campo de batalla de un importante conflicto entre las fuerzas reales de Jogaila bajo Žygimantas Kęstutaitis y las fuerzas de Švitrigaila aliadas con la orden teutónica. Después de que la ciudad fuera tomada por los realistas, se convirtió en una propiedad privada de los Grandes Duques de Lituania y comenzó a desarrollarse con rapidez. Sin embargo, menos de un siglo después, la ciudad fue quemada y destruida una vez más, en esta ocasión por las fuerzas de Moscovia en 1519. La recuperación no se produjo tan rápidamente como la vez anterior y en 1537 se concedieron a la ciudad varios privilegios reales para facilitar su reconstrucción. En 1566 la ciudad finalmente recibió una carta de la ciudad basada en la ley de Magdeburgo, que fue confirmada más adelante (junto con los privilegios para los comerciantes y los burgueses locales) por el rey Jan III Sobieski en 1683. En el siglo XVI la ciudad también se convirtió en uno de los centros más notables del calvinismo en la Mancomunidad de Polonia y Lituania, tras la construcción de una colegiata y una iglesia por Mikołaj Radziwiłł "el Rojo".